# Mia Hansen-Løve
Mia Hansen-Løve (Parigi, 5 febbraio 1981) è una regista e sceneggiatrice francese.
Il suo film d'esordio, Tout est pardonné, è stato presentato nella Quinzaine des Réalisateurs del Festival di Cannes 2007, ha vinto il Premio Louis-Delluc ed è stata candidata ai premi César come miglior opera prima.
L'opera seconda, Il padre dei miei figli, è stato presentata al Festival di Cannes 2009, dove ha vinto il premio speciale della giuria della sezione Un Certain Regard. Nel 2016 ha vinto l'Orso d'argento per il miglior regista al Festival internazionale del cinema di Berlino per Le cose che verranno.

## Filmografia

### Regista e sceneggiatrice
- Après mûre réflexion – cortometraggio (2004)
- Tout est pardonné (2007)
- Il padre dei miei figli (Le Père de mes enfants) (2009)
- Un amore di gioventù (Un amour de jeunesse) (2011)
- Eden (2014)
- Le cose che verranno (L'Avenir) (2016)
- Maya (2018)
- Sull'isola di Bergman (Bergman Island) (2021)
- Un beau matin (2022)

### Attrice
- Fin août, début septembre, regia di Olivier Assayas (1998)
- Les Destinées sentimentales, regia di Olivier Assayas (2000)